# Riacho de Santana
Riacho de Santana este un oraș în statul Bahia (BA) din Brazilia.